# Forum européen de l'assurance accidents du travail et maladies professionnelles
 (juillet 2025).
Le Forum européen de l’assurance accidents du travail et maladies professionnelles a été fondé à Rome en juin 1992. 
Il favorise l'échange d'informations et d'expériences entre les organismes nationaux responsables de l'assurance légale contre les risques professionnels.
L'objectif du Forum européen est de promouvoir et de garantir le principe d'une assurance spécifique contre les accidents du travail et les maladies professionnelles. De plus, il veille activement au processus de convergence entre les systèmes en place en Europe dans ce domaine.
Le Forum européen s'engage activement à l'amélioration de la situation des travailleurs en Europe qui ont subi un accident du travail ou une maladie professionnelle et joue un rôle important pour créer une Europe du futur socialement juste.
Aujourd'hui, le Forum européen compte 22 organismes membres provenant de 18 pays : Autriche, Belgique, Danemark, Finlande, France, Allemagne, Grèce, Italie, Lettonie, Luxembourg, Norvège, Pologne, Portugal, Roumanie, Russie, Suède, Suisse et Espagne. 
La présidence du Forum européen tourne chaque année.